# Ålands lyceum

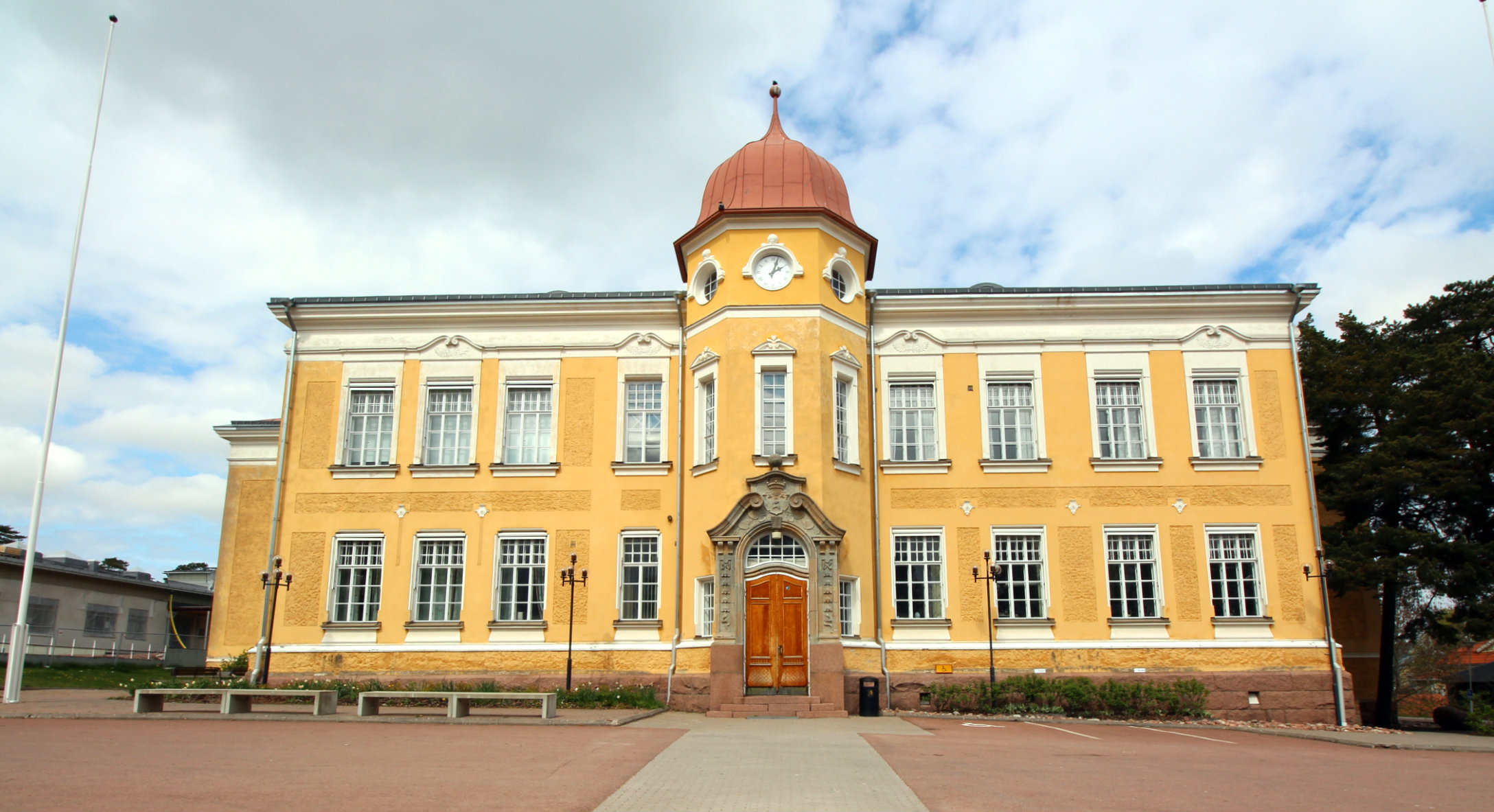
Ålands lyceum, Mariehamn

Ålands lyceum är en studieförberedande gymnasieskola som ligger i Mariehamn. Sedan den första juni 2011 är Ålands lyceum en av två skolor som ingår i skolmyndigheten Ålands gymnasium. Den andra skolan är Ålands yrkesgymnasium.
Den äldsta delen av Ålands lyceums byggnad ritades av arkitekten Jac Ahrenberg 1903. 1930 uppfördes en tillbyggnad ritad av Torsten Montell. Sedan dess har den byggts till ytterligare. Stilen är svensk herrgårdsarkitektur med drag av jugend.
Ålands lyceum ligger centralt i Mariehamn, norr om S:t Görans kyrka. Skolbyggnaden är upplyst med strålkastare nattetid. 